# Acroneuria multiconata
Acroneuria multiconata är en bäcksländeart som beskrevs av Du 2000. Acroneuria multiconata ingår i släktet Acroneuria och familjen jättebäcksländor. Inga underarter finns listade i Catalogue of Life.